# Черляй
Черляй — посёлок в Ельниковском районе Мордовии России. Входит в состав Новоямского сельского поселения.

## История
Основан в начале 1920-х годов. В 1931 году состоял из 20 дворов входил в состав Ново-Ковыляйского сельсовета Краснослободского района. В

## Население
| 2002 | 2010 |
| ---- | ---- |
| 69   | ↘52  |

Национальный состав
Согласно результатам Всероссийской переписи населения 2002 года, в национальной структуре населения мордва-мокша составляли 93 %.